# Буткевич Геннадій Владиславович
Геннадій Владиславович Буткевич (нар. 27 травня 1958, Дніпропетровськ) — український бізнесмен, співвласник АТБ-Маркет, засновник BGV Group Management, президент житомирського ФК "Полісся". Член Ради з питань підтримки підприємництва (з 27 червня 2025). Голова наглядової ради Житомирської політехніки.

## Життєпис
Народився 27 травня 1958 року в Дніпропетровську, закінчив Дніпропетровський інженерно-будівельний інститут (1980) і ДНУ ім. О. Гончара.
Почав працювати у радянській міліції, в управлінні по боротьбі з організованою злочинністю, далі надавав приватні послуги з охорони.

### Ритейл-бізнес
У 1990-х роках зайнявся торгівлею. 1998 року став співвласником «АТБ-Маркет» («АгроТехБізнес»). Співвласниками в рівних частках досі є Геннадій Буткевич, Євген Єрмаков та Віктор Карачун.
«АТБ» працює в управлінні активами, роздрібній торгівлі, виробництві і продажі харчових продуктів. 2025 року в компанії працювало майже 60 тисяч осіб. Це найбільша українська мережа супермаркетів як за товарообігом, так і за числом магазинів.

### Інвестиції
Із 2015 року Буткевич розвиває групу компаній BGV Group Management, що інвестує у проєкти в сферах видобутку, ритейлу, девелопменту, енергетики й інфраструктури, а також освіти та спорту. Видобуток та обробка сировини є одним із головних фокусів компанії. У 2024 році компанія реалізувала будівництво у місті Рівне понад 50 МВт потужностей газових когенераційних установок.
Із 2024 року група BGV почала розвивати напрям девелопменту та інвестувати у нерухомість. 
Серед освітніх проєктів, які підтримує BGV, — Амерікан Юніверсіті Київ та Державний університет «Житомирська політехніка».
У 2020 році група BGV виділила $2 млн медичним закладам для боротьби з коронавірусом.

## Статки
Посідає перше місце в списку найбагатших дніпровців.
Станом на 2021 рік, за версією Forbes, посідав № 15 серед «100 найбагатших українців» з $530 млн.
У 2013 році придбав дві квартири біля Маямі (США) в Бока Ратоні, також володіє готелем Howard Johnson в Маямі.

## Хобі
У 1998 році заснував аматорський тенісний турнір Dnipro Open, який протягом 10 років проводив на тенісних кортах СК «Схід» на честь свого дня народження. 
Із дитинства грав у футбол. Грає в падел-теніс. Любить бокс, вболіває за Олександра Усика. 2025 року BGV Group Management спонсорувала підготовку до бою з Даніелем Дюбуа в Лондоні.
Грає у гольф, член правління ГО «Всеукраїнська федерація гольфу», засновник гольф-клубу Lisnyky Golf&Villas, де знаходиться академія гольфу.

## Родина
- Мати: Буткевич Неллі Михайлівна.
- Дружина: Буткевич (Власова) Валентина Федорівна.

- Доньки:
  - Ганна Буткевич — співачка, юристка, член наглядової ради «АТБ»[22], засновник БФ BGV, ініціатор премії Golden Glove[23].
  - Дарина Буткевич — член ради Асоціації кінного спорту України PEL[24], президент жіночої футбольної команди «Полісся»[25].